# Establishing Shot
Ein Establishing Shot (deutsch „Eröffnungsszene“) ist die erste Einstellung einer Sequenz, häufig eine Totale. Er zeigt meist eine Landschaftsaufnahme oder den jeweiligen Ort des Geschehens. Durch den Establishing Shot soll der Ort der Handlung vorgestellt und dadurch etabliert werden. Er dient damit der räumlichen und zeitlichen Orientierung des Zuschauers im Handlungsraum.
Besonders wichtig sind Establishing Shots bei bekannten Schauplätzen wie berühmten Weltstädten. Sie müssen so gestaltet sein, dass der Zuschauer den Handlungsort sofort erkennen kann. Ein sehr populäres Beispiel ist Hongkong, das seit den 1970er Jahren sehr häufig mit immer fast gleichen Aufnahmen eines auf dem berühmten Flughafen Kai Tak landenden Flugzeugs über der Stadt als Establishing Shot eingeführt wurde. Bei Filmen, die in Berlin spielen, wird z. B. der Fernsehturm oder der Bundestag in der Eröffnungssequenz gezeigt, bei Paris meist der Eiffelturm.